# Ubon Ratchathani (Provinz)
Ubon Ratchathani (thailändisch อุบลราชธานี) ist eine Provinz (Changwat) in der Nordostregion von Thailand, dem so genannten Isan. Es ist die Provinz mit der zweitgrößten Bevölkerungszahl in Thailand. Die Hauptstadt der Provinz heißt ebenfalls Ubon Ratchathani.

## Geographie
Die Provinz Ubon Ratchathani liegt etwa 640 Kilometer nordöstlich der Hauptstadt Bangkok an der Grenze zu Laos (Nordwesten bis Osten) und zu Kambodscha (Süden).
Von der Khorat-Hochebene fließt der Mae Nam Mun (Mun-Fluss) bei Khong Chiam in den Mekong. Das Dreiländereck Thailand, Laos und Kambodscha wird von Thailand als „Smaragdenes Dreieck“ vermarktet; dies steht für den immergrünen Regenwald der Region.

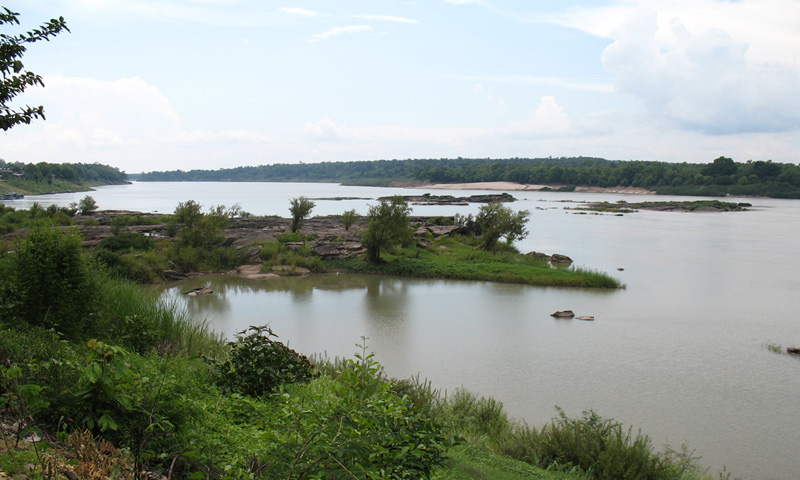
Der Mekong im Amphoe Khong Chiam

| Benachbarte Provinzen und Gebiete | Benachbarte Provinzen und Gebiete                                   |
| --------------------------------- | ------------------------------------------------------------------- |
| Norden                            | Amnat Charoen                                                       |
| Osten                             | Landesgrenze zu Laos (Provinzen Savannakhet, Salavan und Champasak) |
| Süden                             | Landesgrenze zu Kambodscha (Provinz Preah Vihear)                   |
| Westen                            | Yasothon und Si Sa Ket                                              |

### Wichtige Städte
- Khong Chiam
- Si Mueang Mai
- Sirindhorn
- Buntharik
- Nam Yuen
- Khueang Nai

### Klima
Das Klima ist tropisch-monsunal mit starken Regenfällen von Juli bis September und mit Trockenheit von November bis März. Während der heißen Jahreszeit herrschen mitunter 40 °C im Schatten, im Winter können die Temperaturen nachts bis 12 °C fallen. In der Regenzeit kommt es häufig zu Überschwemmungen des ausgedörrten Landes.
Die Höchsttemperatur im Jahr 2009 betrug 39,3 °C, die tiefste Temperatur wurde mit 14,7 °C gemessen. An 114 Regentagen fielen in demselben Jahr 1976,2 mm Niederschlag.

## Bevölkerung
Die allgemein schlechte wirtschaftliche Lage des Isan wird ein wenig aufgefangen durch die gezielte Förderung einiger Zentren, wie Nakhon Ratchasima, Khon Kaen und auch Ubon. Die Landbevölkerung zieht es seit einiger Zeit in die Städte des Isan und noch weiter nach Bangkok.

## Wirtschaft und Bedeutung
Ubon Ratchathani ist ein Handelszentrum für Reis, Rinder und Tabak.
Der sandige und trockene Boden führt in der Regenzeit zu größeren Überschwemmungen, in trockenen Jahren sinken die Erträge dagegen sehr stark. Reis, Baumwolle, Jute, Seide, Süßwasserfische, Rinder und Schweine sind die wichtigsten Erzeugnisse. In den Wäldern wird Teak-Holz geschlagen.
Im Jahr 2008 betrug das „Gross Provincial Product“ (Bruttoinlandsprodukt) der Provinz 84,137 Milliarden Baht, das entspricht 44.800 Baht pro Einwohner. Der Mindestlohn in der Provinz beträgt 171 Baht pro Tag (etwa 4 €).

### Daten
Die unten stehende Tabelle zeigt den Anteil der Wirtschaftszweige am „Gross Provincial Product“ in Prozent:
| Wirtschaftszweig | 2006 | 2007 | 2008 |
| ---------------- | ---- | ---- | ---- |
| Landwirtschaft   | 14,3 | 14,9 | 12,9 |
| Industrie        | 10,6 | 12,1 | 13,0 |
| Andere           | 75,1 | 73,0 | 74,1 |

Die am stärksten zur Wirtschaftsleistung der Provinz beitragende Branche war im Jahr 2011 die Landwirtschaft mit 16,510 Mrd. Baht, gefolgt von der Bildung mit 12,248 Mrd. Baht, dem verarbeitenden Gewerbe mit 11,316 Mrd. Baht, dem Groß- und Einzelhandel mit 10,701 Mrd. Baht sowie der Immobilienwirtschaft mit 7,925 Mrd. Baht.

### Landnutzung

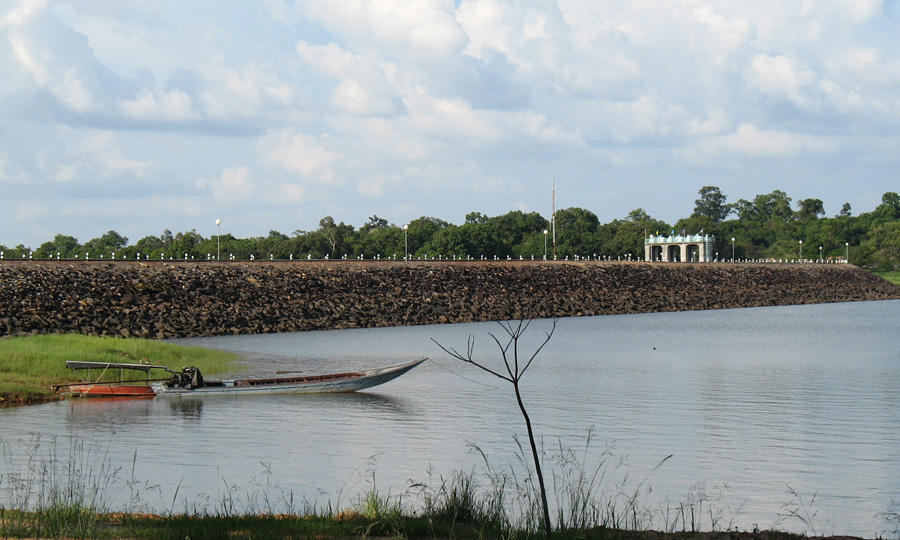
Sirindhorn Reservoir, Amphoe Sirindhorn

Für die Provinz ist die folgende Landnutzung dokumentiert:
- Waldfläche: 1.896.945 Rai (1.185,6 km²), 19,3 % der Gesamtfläche
- Landwirtschaftlich genutzte Fläche: 4.238.470 Rai (2.649,0 km²), 43,3 % der Gesamtfläche
- Nicht klassifizierte Fläche: 3.705.111 Rai (2.315,7 km²), 37,7 % der Gesamtfläche

Die Provinz Ubon Ratchathani hat insgesamt 1.622 Feuchtgebiete mit einer Fläche von 96,3 km², die mehr oder weniger intensiv für die Landwirtschaft genutzt werden.

### Staudämme
Der Sirindhorn-Staudamm staut den Lam Dom Noi auf einer Länge von etwa 40 km in Nord-Süd-Richtung.

## Verkehr

### Flughafen
Flughafen Ubon Ratchathani (Thai: ท่าอากาศยาน อุบลราชธานี; IATA-Flughafencode: UBP, ICAO-Code: VTUU)

### Bahnverkehr
Die Provinz Ubon Ratchathani besitzt nur zwei Bahnhöfe, der Bahnhof Warin Chamrap ist der Endbahnhof der Nordostlinie von Bangkok nach Ubon Ratchathani
- Bahnhof Warin Chamrap in Ubon Ratchathani
- Bahnhof Huai Khayung in Hua Khayung

### Busverkehr
- Busterminal Ubon Ratchathani
- Busterminal Det Udom
- Busterminal Phibun Mangsahan

## Bildungseinrichtungen

### Universitäten

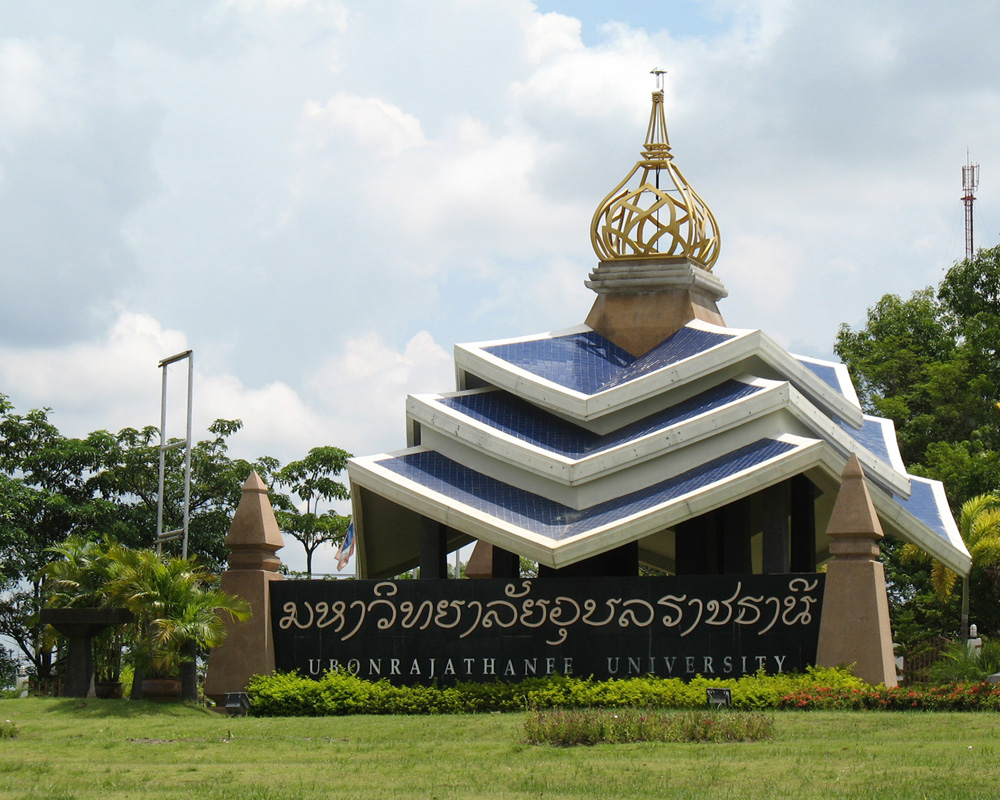
Eingang zur Universität Ubon Ratchathani im Amphoe Warin Chamrap

Die Provinz Ubon Ratchathani hat zwei Universitäten:
- Universität Ubon Ratchathani
- Rajabhat-Universität Ubon Ratchathani (Thai: มหาวิทยาลัยราชภัฏอุบลราชธานี)[4]

### College
- Ubon Ratchathani Vocational College
- Polytechnic College Ubon Ratchathani
- Vocational College of Northeastern
- Boromarajonani Nursing College

## Geschichte
Ubon Ratchathani als Gemeinwesen wurde begründet von Kham Phong, einem Sohn des Phra Ta aus der Familie Suvarnkut, der mit seinem älteren Bruder Phra Vo aus Vientiane in den Isan ging, um ein unabhängiges Gebiet zu schaffen. Kham Phong wurde 1784 von König Taksin (reg. 1768 bis 1791) zum ersten Gouverneur von Ubon Ratchathani ernannt und behielt diesen Posten bis 1795. Ihm folgte sein jüngerer Bruder Thit Phom als Gouverneur nach, der bis 1841 die Provinz verwaltete, die als solche 1792 unter König Rama I. gebildet wurde. Später war Ubon Ratchathani das verwaltungstechnische Zentrum des Monthon Isan.
Während des Zweiten Weltkriegs wuchs Ubon Ratchathani beträchtlich, vor allem infolge der japanischen Anstrengungen, eine Eisenbahn von Bangkok nach Warin zu errichten. Dabei setzten sie hauptsächlich Kriegsgefangene ein. Während des Vietnamkriegs baute die US Air Force den heute zivil und militärisch genutzten Flughafen Ubon Ratchathani.
Bis 1972 war Ubon Ratchathani die flächenmäßig größte Provinz in Thailand, bevor die Provinz Yasothon abgespalten wurde. 1993 wurde aus dem Amphoe Amnat Charoen zusammen mit 4 weiteren Amphoe die eigenständige Provinz Amnat Charoen. Heute ist Ubon Ratchathani die flächenmäßig fünftgrößte Provinz in Thailand.
Siehe auch: Geschichte Thailands und die Rubrik bei Ubon Ratchathani

## Sehenswürdigkeiten

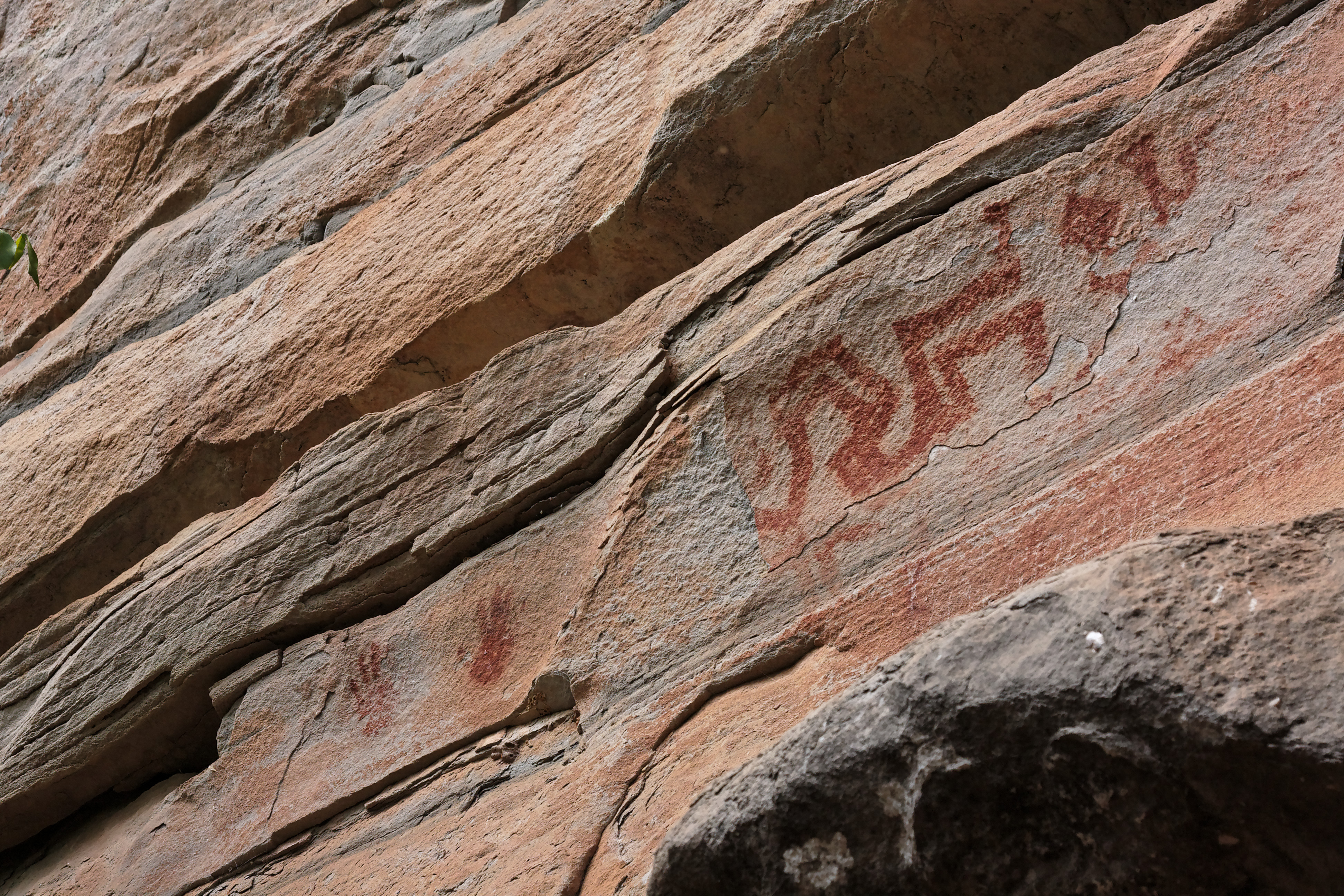
Prähistorische Felszeichnungen im Nationalpark Pha Taem

- Phu Lon – (im Amphoe Si Mueang Mai, Tambon Song Yang), bronzezeitliche Ausgrabungsstätte (ähnlich wie Ban Chiang und kulturell mit diesem verbunden), anbei ein buddhistisches Meditationszentrum
- Wat Phu Khao Kaeo (วัดภูเขาแก้ว) – buddhistische Tempelanlage (Wat) im Landkreis Phibun Mangsahan, mit einem Viharn, der innen vollständig mit Keramik ausgekleidet ist. Die Anlage beherbergt Replikationen vieler einzigartiger Buddha-Statuen.
- Kaeng Saphue (แก่งสะพือ) – schönster Katarakt der an Wasserfällen und Stromschnellen reichen Provinz, am Mae Nam Mun nahe Phibun Mangsahan; die beste Besichtigungszeit ist die trockene Jahreszeit, in der Regenzeit liegen die Felsen unter Wasser.
- Huai Sai Yai – Wasserfall im Bezirk Buntharik, erst Ende der 1990er-Jahre entdeckt
- Nationalparks:
  - Nationalpark Khao Phra Viharn (อุทยานแห่งชาติเขาพระวิหาร) – der Nationalpark liegt in den Dongrek-Bergen entlang der Grenze nach Kambodscha im Süden der Landkreise Nam Khun und Nam Yuen.
  - Nationalpark Kaeng Tana (อุทยานแห่งชาติแก่งตะนะ) – der 80 km² große Park ist der 31. Nationalpark Thailands. Er liegt 80 km östlich der Provinzhauptstadt. Sehenswert sind der Tana-Katarakt (แก่งตะนะ) des Mun-Flusses sowie einige Wasserfälle.
  - Nationalpark Pha Taem (อุทยานแห่งชาติผาแต้ม) – bizarre Felsformationen, steile Kliffs am Mekong und zahlreiche Wasserfälle für Naturliebhaber; ca. 4000 Jahre alte Felsmalereien
  - Nationalpark Phu Chong Na Yoi (อุทยานแห่งชาติภูจองนายอย) – etwa 4 km außerhalb von Na Chaluai. Der 686 km² große Park bietet eine abwechslungsreiche Pflanzen- und Tierwelt mit Nachtführungen zur Beobachtung von Tigern und Großwild.
- Weitere Naturschutzgebiete:
  - Wildschutzgebiet Yot Dom (engl.: Yot Dom Wildlife Sanctuary) – Wildpark mit großem Tierbestand und zahlreichen Tierarten und dem Kaen Lamduan-Wasserfall

## Symbole

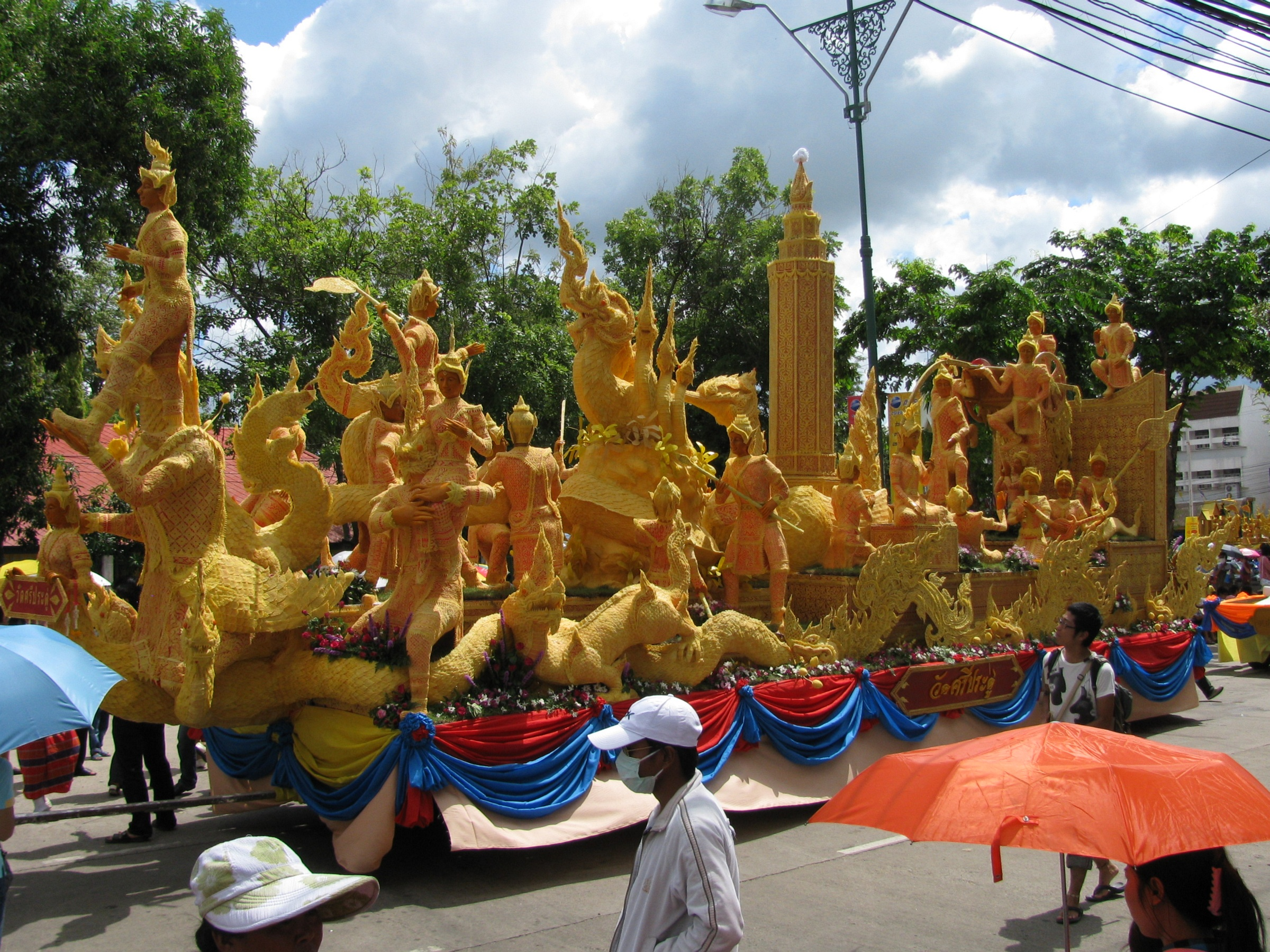
Kunstvoll geschnitzte Kerzen während des Kerzenfests (Khao Phansa) in Ubon

Das Siegel zeigt eine Lotosblume in einem Teich. Dies erinnert an den Namen der Provinz, der übersetzt lautet Königliche Stadt der Lotosblüte. Auch die lokale Blume ist natürlich die Lotosblume. Der lokale Baum ist der Yang Khao (Gurjunbalsam, Dipterocarpus costatus).
Der Wahlspruch der Provinz Ubon Ratchathani lautet:
„Ubon, die Stadt bedeutet das Land des schönen Lotus,
Der Fluss mit den zwei Farben ist voller angenehmer Fischarten,
Die Ufer des Flusses begrenzen anziehende Sandstrände und Felsen,
Die Stadt, in die Gelehrte und Religiöse in Scharen strömen,
Das farbenprächtige Kerzenfest ist der Ruhm der Stadt,
Prähistorische Malereien auf dem Pha-Taem-Felsen.“

## Bekannte Söhne und Töchter der Provinz
- Ajahn Mun Bhuridatta (1870–1949), buddhistischer Mönch
- Thong-in Buriphat (1906–1949), Politiker, Seri-Thai-Kämpfer, Industrieminister (angeblicher Isan-Separatist, ermordet)
- Ajahn Chah (1918–1992), buddhistischer Mönch
- Jacques Vergès (1925–2013), französischer Strafverteidiger
- Paul Vergès (1925–2016), französischer Politiker
- Sombat Metanee (* 1937), Schauspieler
- Chitchai Wannasathit (* 1946), Polizist und Politiker, ehemaliger Justizminister und stellvertretender Ministerpräsident
- Banyen Rakgan (* 1952), Volksmusiksängerin
- „Mum Jokmok“ Petchtai Wongkamlao (* 1965), Schauspieler und Comedian
- Pornchai Thongburan (* 1974), Boxkämpfer
- Tai Orathai (* 1980), Volksmusiksängerin
- Kiatprawut Saiwaeo (* 1986), Fußballspieler

## Verwaltungseinheiten

### Provinzverwaltung
Die Provinz ist in 25 Amphoe (‚Bezirke‘ oder ‚Landkreise‘) gegliedert. Diese sind weiter unterteilt in 219 Tambon (‚Unterbezirke‘ oder ‚Gemeinden‘) und 2.469 Muban (‚Dörfer‘). Weil einige Amphoe im Jahre 1993 zur Provinz Amnat Charoen wurden, fehlen die entsprechenden Nummern in der Tabelle.
| \| Amphoe (Landkreise) \| Amphoe (Landkreise) \| \| ------------------------------------------------------------------------------------------------------------------------------------------------------------------------------------------------------------------------------------------------------------------------------------------------------------------------------------------------------------------------------------------------------------------------------------------------------------------------------------------------------------------- \| ------------------------------------------------------------------------------------------------------------------------------------------------------------------------------------------------------------------------------------------------------------------------------------------------------------------------------------------------------------------------------------------------------------------------------------------- \| \| 1. Amphoe Mueang Ubon Ratchathani (อำเภอเมืองอุบลราชธานี) 2. Amphoe Si Mueang Mai (อำเภอศรีเมืองใหม่) 3. Amphoe Khong Chiam (อำเภอโขงเจียม) 4. Amphoe Khueang Nai (อำเภอเขื่องใน) 5. Amphoe Khemarat (อำเภอเขมราฐ) 1. Amphoe Det Udom (อำเภอเดชอุดม) 2. Amphoe Na Chaluai (อำเภอนาจะหลวย) 3. Amphoe Nam Yuen (อำเภอน้ำยืน) 4. Amphoe Buntharik (อำเภอบุณฑริก) 5. Amphoe Trakan Phuet Phon (อำเภอตระการพืชผล) 6. Amphoe Kut Khaopun (อำเภอกุดข้าวปุ้น) 1. Amphoe Muang Sam Sip (อำเภอม่วงสามสิบ) 2. Amphoe Warin Chamrap (อำเภอวารินชำราบ) \| 1. Amphoe Phibun Mangsahan (อำเภอพิบูลมังสาหาร) 2. Amphoe Tan Sum (อำเภอตาลสุม) 3. Amphoe Pho Sai (อำเภอโพธิ์ไทร) 4. Amphoe Samrong (อำเภอสำโรง) 1. Amphoe Don Mot Daeng (อำเภอดอนมดแดง) 2. Amphoe Sirindhorn (อำเภอสิรินธร) 3. Amphoe Thung Si Udom (อำเภอทุ่งศรีอุดม) 1. Amphoe Na Yia (อำเภอนาเยีย) 2. Amphoe Na Tan (อำเภอนาตาล) 3. Amphoe Lao Suea Kok (อำเภอเหล่าเสือโก้ก) 4. Amphoe Sawang Wirawong (อำเภอสว่างวีระวงศ์) 5. Amphoe Nam Khun (อำเภอน้ำขุ่น) \| | |
| Amphoe (Landkreise) | Amphoe (Landkreise) |
| 1. Amphoe Mueang Ubon Ratchathani (อำเภอเมืองอุบลราชธานี) 2. Amphoe Si Mueang Mai (อำเภอศรีเมืองใหม่) 3. Amphoe Khong Chiam (อำเภอโขงเจียม) 4. Amphoe Khueang Nai (อำเภอเขื่องใน) 5. Amphoe Khemarat (อำเภอเขมราฐ) 1. Amphoe Det Udom (อำเภอเดชอุดม) 2. Amphoe Na Chaluai (อำเภอนาจะหลวย) 3. Amphoe Nam Yuen (อำเภอน้ำยืน) 4. Amphoe Buntharik (อำเภอบุณฑริก) 5. Amphoe Trakan Phuet Phon (อำเภอตระการพืชผล) 6. Amphoe Kut Khaopun (อำเภอกุดข้าวปุ้น) 1. Amphoe Muang Sam Sip (อำเภอม่วงสามสิบ) 2. Amphoe Warin Chamrap (อำเภอวารินชำราบ) | 1. Amphoe Phibun Mangsahan (อำเภอพิบูลมังสาหาร) 2. Amphoe Tan Sum (อำเภอตาลสุม) 3. Amphoe Pho Sai (อำเภอโพธิ์ไทร) 4. Amphoe Samrong (อำเภอสำโรง) 1. Amphoe Don Mot Daeng (อำเภอดอนมดแดง) 2. Amphoe Sirindhorn (อำเภอสิรินธร) 3. Amphoe Thung Si Udom (อำเภอทุ่งศรีอุดม) 1. Amphoe Na Yia (อำเภอนาเยีย) 2. Amphoe Na Tan (อำเภอนาตาล) 3. Amphoe Lao Suea Kok (อำเภอเหล่าเสือโก้ก) 4. Amphoe Sawang Wirawong (อำเภอสว่างวีระวงศ์) 5. Amphoe Nam Khun (อำเภอน้ำขุ่น) |

### Lokalverwaltung
Für das ganze Gebiet der Provinz besteht eine Provinz-Verwaltungsorganisation (thailändisch องค์การบริหารส่วนจังหวัด, kurz อบจ., Ongkan Borihan suan Changwat; englisch Provincial Administrative Organization, PAO).
Auf dem Gebiet der Provinz gibt es des Weiteren 44 Thesaban (‚Kommunen‘) – darunter eine „Großstadt“ (die Provinzhauptstadt), vier „Städte“ und 39 „Kleinstädte“ – sowie 194 Tambon-Verwaltungsorganisationen.